# Embsen (Achim)
Embsen ist eine Ortschaft in der niedersächsischen Stadt Achim im Landkreis Verden. 
Embsen liegt an der L 167, die von Achim nach Oyten führt.
Die A 1 verläuft nördlich 2,5 km entfernt und die A 27 südlich 1 km entfernt.

## Geschichte
Am 1. Juli 1972 wurde Embsen in die Stadt Achim eingegliedert.
Am heutigen Edelhof liegt das Grab der Brüder Düring. Landrat Adolph Gerlach von Düring (1748–1800) und dessen Bruder Franz Julius von Düring (1749–1806) waren an Tuberkulose gestorben. Der Adelsfamilie derer von Düring gehörte über 100 Jahre das Gut Embsen, Adolph Gerlach selbst war von 1782 bis zu seinem Tode Besitzer des Gutes.

## Vereine
- Der TSV Embsen von 1926 e. V. hat etwa 500 Mitglieder.[4]